# 资本主义与精神分裂
《资本主义与精神分裂》是法国哲学家吉尔·德勒兹和法国心理学家皮埃尔-菲利克斯·伽塔利合著的一部哲学理论书籍，共两卷。它的第一卷《反俄狄浦斯》出版于1972年，第二卷《千高原》出版于1980年。德勒兹的英文译者布莱恩·玛斯素美在发现这两本书各自的发音、内容和构成都大不相同。

## 反俄狄浦斯
《反俄狄浦斯》出版于1972年，在这部书中德勒兹与伽塔利进行了他们的第一步：提出至关重要精神分裂分析来对抗并批判西格蒙德·弗洛伊德所提出的精神分析，并进行了一些其他的工作。

## 千高原
《千高原》出版于1980年，在这部书中，德勒兹与伽塔利不再和《反俄狄浦斯》一样局限于人文领域，而是将根茎延伸到诸多学科之中：物理学、语言学、地质学等，它将外延自《反俄狄浦斯》的解域之线全面推展而出。